# Zhang Xun
Zhang Xun var en kinesisk krigsherre och politiker som var mest känd för sin lojalitet till Qingdynastin och för sitt försök att återinföra monarkin 1917.
Zhang var en av änkekejsarinnan Cixis militäreskorter under Boxarupproret. Han kämpade i Nanking för Qingdynastin under Xinhairevolutionen 1911 och under den "andra revolutionen", som syftade till att störta den enväldige presidenten Yuan Shikai, erövrade Zhang Nanking från Guomindang-vänliga styrkor. Trots att han tillät sina trupper att plundra den erövrade staden blev han senare utnämnd till marskalk av Yuan Shikai.
Sommaren 1917 begärde den sittande presidenten Li Yuanhong att denne överförde sina trupper till Peking för att skydda presidentens makt. Zhang accepterade inbjudan, men istället för att värna om republiken besatte han huvudstaden med avsikt att föra Puyi tillbaka till kejsarmakten.  I denna strävan hade han bland annat stöd från Kang Youwei. Men andra krigsherrar satte stopp för hans planer och bara 17 dagar sedan Puyi återtagit draktronen hade deras styrkor intagit staden och sett till att Puyi abdikerat. Zhang tog så sin tillflykt i den nederländska legationen i Legationskvarteret i Peking och deltog aldrig mer i kinesisk politik.